# Wierzejskiella marina
Wierzejskiella marina är en hjuldjursart som beskrevs av Adolf Remane 1949. Wierzejskiella marina ingår i släktet Wierzejskiella och familjen Dicranophoridae. Inga underarter finns listade i Catalogue of Life.